# Weyerberg (Worpswede)
Der Weyerberg (Plattdeutsch Weyerbarg) ist eine nach einigen Quellen 54,4 Meter hohe, aus Sand bestehende Geestinsel im Teufelsmoor beim Dorf Worpswede im Landkreis Osterholz in Niedersachsen. Der Weyerberg entstand wahrscheinlich am Ende der vorletzten Kaltzeit (Saale-Komplex), als abfließendes Schmelzwasser die an seinen Tonkern angelagerten glazifluvialen Sande bis auf den Rest des heutigen Weyerberges wegschwemmte. Er ist mit einer relativen Höhe von etwa 48 Metern zwischen dem umgebenden nahezu ebenen Teufelsmoor und seiner 50,7 Meter hohen Kuppe  (Hohes Feld) eine der markantesten Erhebungen im Niedersächsischen Tiefland.
Auf der Kuppe und in ihrer Umgebung wurden jungsteinzeitliche Steinwerkzeuge und Schmuckstücke gefunden. Aus 1100 v. Chr. wurden am Südhang (Flur Hinterm Berg) Urnengräber entdeckt. 500 v. Chr. wurde der Berg als Siedlungsgebiet wieder aufgegeben, da sich das Klima abkühlte.
1218 wird Worpswede erstmals urkundlich erwähnt, da die damaligen acht Bauernhöfe dem Kloster Osterholz den Zehnten schuldig waren. Der Name Worpswede bedeutet so viel wie bewaldeter Hügel („worp“ = Hügel, das Aufgeworfene; „wede“ = Wald, Hölzung, Holz).
Auf dem Weyerberg stehen der Niedersachsenstein, ein Monument aus Ziegelsteinen von Bernhard Hoetger, und die Zionskirche.
1957 wurde die Stiftung Worpswede gegründet, die durch Landaufkäufe versucht, einen weiteren Sandabbau am Weyerberg zu verhindern.